# 극장판 스타☆트윙클 프리큐어 별의 노래에 마음을 담아서
《극장판 스타☆트윙클 프리큐어 별의 노래에 마음을 담아서》(일본어: 映画 スター☆トゥインクルプリキュア 星のうたに想いをこめて)는 스타☆트윙클 프리큐어의 극장판이다. 2019년 10월 19일 공개. 큐어 코스모는 영화 첫 등장이다.

## 참고 자료
- 映画 スター☆トゥインクルプリキュア 星のうたに想いをこめて (일본어)